# It's another day
It’s another day is een studioalbum van Gary Burton en Rebecca Parris.  Het album is opgenomen in de studio A van Power Station in New York. Gary Burton zag Rebecca Parris optreden en kwam met het idee samen een album op te nemen.

## Musici
- Rebecca Parris – zang
- Gary Burton – vibrafoon
- Alan Pasqua – toetsinstrumenten
- Chuck Loeb – gitaar
- Peter Erskine – slagwerk
- Will Lee – basgitaar, percussie
- Tommy Kamp – viool, zangstem

## Muziek
| Nr. | Titel                                                                       | Duur |
| --- | --------------------------------------------------------------------------- | ---- |
| 1.  | Good enough ([James McBride, Anita Baker)                                   | 4:00 |
| 2.  | A deeper dream (Mitchel Forman, Shelby Flint)                               | 4:55 |
| 3.  | Emerald mist (It’s another day) (Sam Gordon, Rebecca Parris, Stanley Ellis) | 4:57 |
| 4.  | The melody is you (Gene McDaniels, Mike Melvoin)                            | 5;55 |
| 5.  | Our love is here to stay (George Gershwin, Ira Gershwin)                    | 4:37 |
| 6.  | Let the flower grow (Jay Leonhart)                                          | 6;35 |
| 7.  | Forest of dreams (Mitchel Forman, Bridget Fonger)                           | 5:17 |
| 8.  | If the moon turns green (Paul Cates, Bernard Hanighen)                      | 6:26 |
| 9.  | Au privave (Charlie Parker)                                                 | 5:19 |
| 10. | Fire in the forest (Tommy Kamp, Rebecca Parris)                             | 4:22 |
| 11. | Solitude (Duke Ellington, Eddie DeLange, Irving Mills)                      | 4:52 |
| 12. | We can try love again (Dori Caymmi, Traci Mann)                             | 6:31 |